# Hólmfríður Karlsdóttir
Hólmfríður „Hófí“ Karlsdóttir (* 6. Juni 1963) wurde am 14. November 1985 in London zur Miss World gekrönt, nachdem sie zur  Queen of Europe ernannt worden war.
| Vorgängerin    | Amt             | Nachfolgerin    |
| -------------- | --------------- | --------------- |
| Astrid Herrera | Miss World 1985 | Giselle LaRonde |

| Personendaten    | Personendaten                                  |
| ---------------- | ---------------------------------------------- |
| NAME             | Hólmfríður Karlsdóttir                         |
| ALTERNATIVNAMEN  | Karlsdóttir, Hólmfríður                        |
| KURZBESCHREIBUNG | isländische Schönheitskönigin, Miss World 1985 |
| GEBURTSDATUM     | 6. Juni 1963                                   |